# Tipus madrileny amb pandereta
Tipus madrileny amb pandereta és un bust fet per Josep Campeny i Santamaria aproximadament el 1890 i que es troba conservat actualment a la Biblioteca Museu Víctor Balaguer, amb el número de registre 2642 d'ençà que va ingressar el 26 de febrer de 1890, provinent la col·lecció privada de l'autor de l'obra.

## Descripció
Es tracta d'un bust on es representa a una noia vestida amb 'torera' i montera de passeig al cap. Duu un vestit força escotat rematat per un branquilló al centre. A sota de la part frontal del bust s'hi representa una pandereta. Gira el cap a la seva esquerra, mirant de reüll.

## Inscripció
A la figura es pot llegir la inscripció J. Campeny.